# 三木由希子
三木 由希子（みき ゆきこ、1972年 - ）は、日本の市民活動家、大学非常勤講師。特定非営利活動法人情報公開クリアリングハウス理事長。日本における情報公開制度の第一人者である。ビデオニュース・ドットコムの常連解説者である。

## 来歴
横浜市立大学文理学部国際関係課程卒業。横浜市立大学在学中より情報公開法を求める市民活動に従事する。1999年7月にNPO法人情報公開クリアリングハウスを設立に参画し室長に就任する。活動への献身的貢献が評価され2007年4月から理事を、2011年5月から理事長を拝命し今日に至る。専修大学非常勤講師として教育活動にも従事する。その間、情報公開・個人情報保護制度やその関連制度に関して意見表明、政策提案を行ってきた。民主党政権下、政府の情報公開法改正案づくりに協力したこともある。2022年現在、千葉県八千代市情報公開審査会委員、東京都町田市行政不服審査会委員を兼任。

## 著書

### 単著
- 『自治から考える「自治体DX」 : 「標準化」「共通化」を中心に』公人の友社、2021年。ISBN 978-4-87555-872-9
- 『情報公開と憲法 : 知る権利はどう使う』白順社、2017年。ISBN 978-4-8344-0210-0

### 共著
- 『社会の「見える化」をどう実現するか : 福島第一原発事故を教訓に』（山田健太）専修大学出版局、2016年。ISBN 978-4-88125-306-9

## 出演

### ウェブ番組
- ビデオニュース・ドットコム
- ニューズ・オプエド
- デモクラシータイムス（YouTube）

### ラジオ
- 荻上チキ・Session（TBSラジオ）
- 大竹まこと ゴールデンラジオ!（文化放送）